# 三島市立北中学校
三島市立北中学校（みしましりつ きたちゅうがっこう）は、静岡県三島市にある公立中学校。日本大学国際関係学部、三島北高等学校、三島長陵高等学校、日本大学三島高等学校・中学校、北小学校、北幼稚園と隣接している。
市内の中学校では最も生徒数が多い。

## 概要
- 生徒数659名（令和6年度）[1]
- 特別支援学級（自閉症・情緒学級）の学区[2]
  - 北中学校区全域、山田中学校区全域
- 通級指導教室が設置されている[3]。

## 進学元小学校
- 三島市立東小学校
- 三島市立西小学校
- 三島市立北小学校
- 三島市立徳倉小学校
- 三島市立沢地小学校

## 通学区域
- 西若町[4]
- 栄町
  - 1番（1号から21号まで）
  - 2番から3番
  - 4番（1号から27号まで）
  - 5番（1号から5号まで）
  - 6番（6号から14号まで）
  - 7番から9番
- 広小路町（1番から7番）
- 泉町、寿町
- 本町
  - 1番（15号から41号まで）
  - 2番（5号から14号、17号）
- 芝本町、一番町
- 中央町
  - 4番（24号から43号まで）
  - 6番から8番
- 大宮町
  - 1丁目
  - 2丁目
  - 3丁目
- 文教町
  - 1丁目
  - 2丁目
- 加茂川町
- 大社町
  - 1番（1号から5号、27号から33号）
  - 8番（1号から6号、18号から39号）
  - 9番から17番
  - 18番（1号から4号、33号から54号）
- 日の出町
  - 1番
  - 2番（1号から3号、13号から37号）
  - 4番（1号から27号、48号から64号）
  - 5番から7番
- 壱町田、沢地、千枚原、末広町
- 幸原町
  - 1丁目
  - 2丁目
- 徳倉2丁目、富士ビレッジ、東壱町田
- 川原ケ谷（1298番地から1313番地まで、1318番地を除く）

## 主な卒業生
- 北山敏（CG作家、安曇野ビンサンチ美術館館長）[5][6]

## アクセス
- 三島駅北口から徒歩10分